# Oberbayern

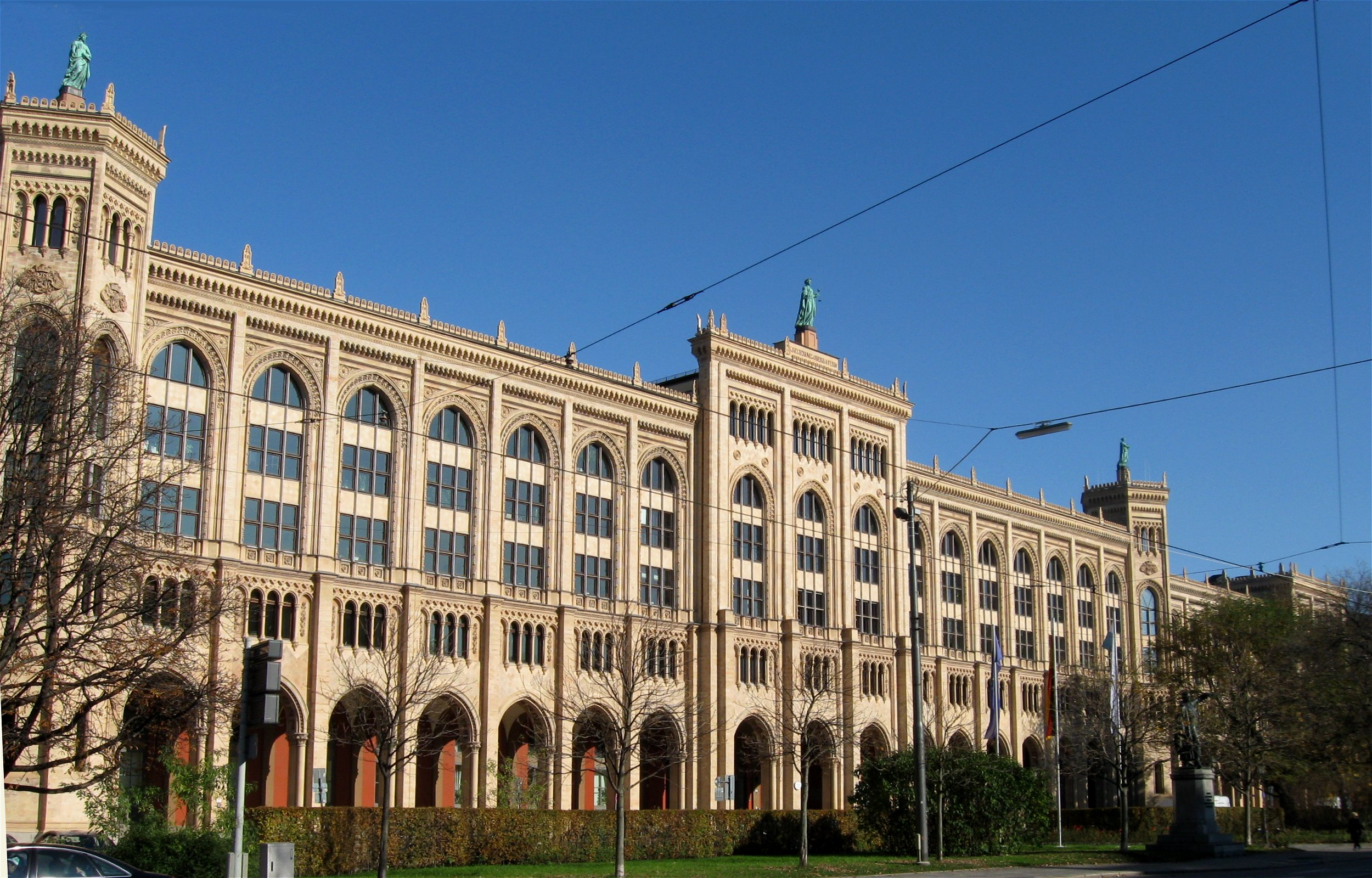
Regierung von Oberbayern

Oberbayern ist sowohl ein Bezirk (dritte kommunale Ebene) als auch ein flächengleicher Regierungsbezirk in Bayern. Oberbayern liegt im Südosten des Freistaats und grenzt im Süden und Südosten an Österreich, im Nordosten an Niederbayern und die Oberpfalz, im Norden an Mittelfranken und im Westen an Schwaben. Verwaltungssitz des Bezirks und Sitz der Bezirksregierung ist München.
Die bayerischen Bezirke sind als dritte kommunale Ebene Selbstverwaltungskörperschaften, die mehrere Landkreise und kreisfreie Städte umfassen. Flächengleich gibt es jeweils einen gleichnamigen Regierungsbezirk, das Zuständigkeitsgebiet der Bezirksregierung (oft nur kurz Regierung) als staatlicher Mittelbehörde. Anders als bei den Landratsämtern, die gleichzeitig staatliche und kommunale Behörde sind, existieren hierfür in Bayern mit den Bezirksverwaltungen und den Regierungen getrennte Behörden.
Oberbayern ist eine Bezeichnung für eine administrative Einheit, deren Grenzen sich im Laufe der Jahrhunderte mehrfach verändert haben und keine Rücksicht auf Stammes- oder Sprachgrenzen genommen haben. Insbesondere gibt es keinen spezifisch oberbayerischen Dialekt. Der Begriff „Oberbayern“ erscheint zum ersten Mal im Jahre 1255 bei der bayerischen Landesteilung. Die Ausdehnung war jedoch ursprünglich eine andere: Der Chiemgau und die Gegend von Bad Reichenhall gehörten damals zu Niederbayern. Die Bezeichnung bezieht sich auf die relative Lage an der Donau und ihren Nebenflüssen: Stromabwärts wird Oberbayern gefolgt von Niederbayern, Oberösterreich, Niederösterreich.
Oberbayern ist in Deutschland nach Hamburg die Region mit dem zweithöchsten Bruttoinlandsprodukt je Einwohner. Die Oberzentren in Oberbayern sind (nach Einwohnerzahl geordnet) München, Ingolstadt, Rosenheim, Freising, Erding, Garmisch-Partenkirchen, Weilheim in Oberbayern und Traunstein.

## Politische Gliederung

### Seit 1972
Der Regierungsbezirk Oberbayern umfasst drei kreisfreie Städte und 20 Landkreise:
Kreisfreie Städte 
1. München
2. Ingolstadt
3. Rosenheim

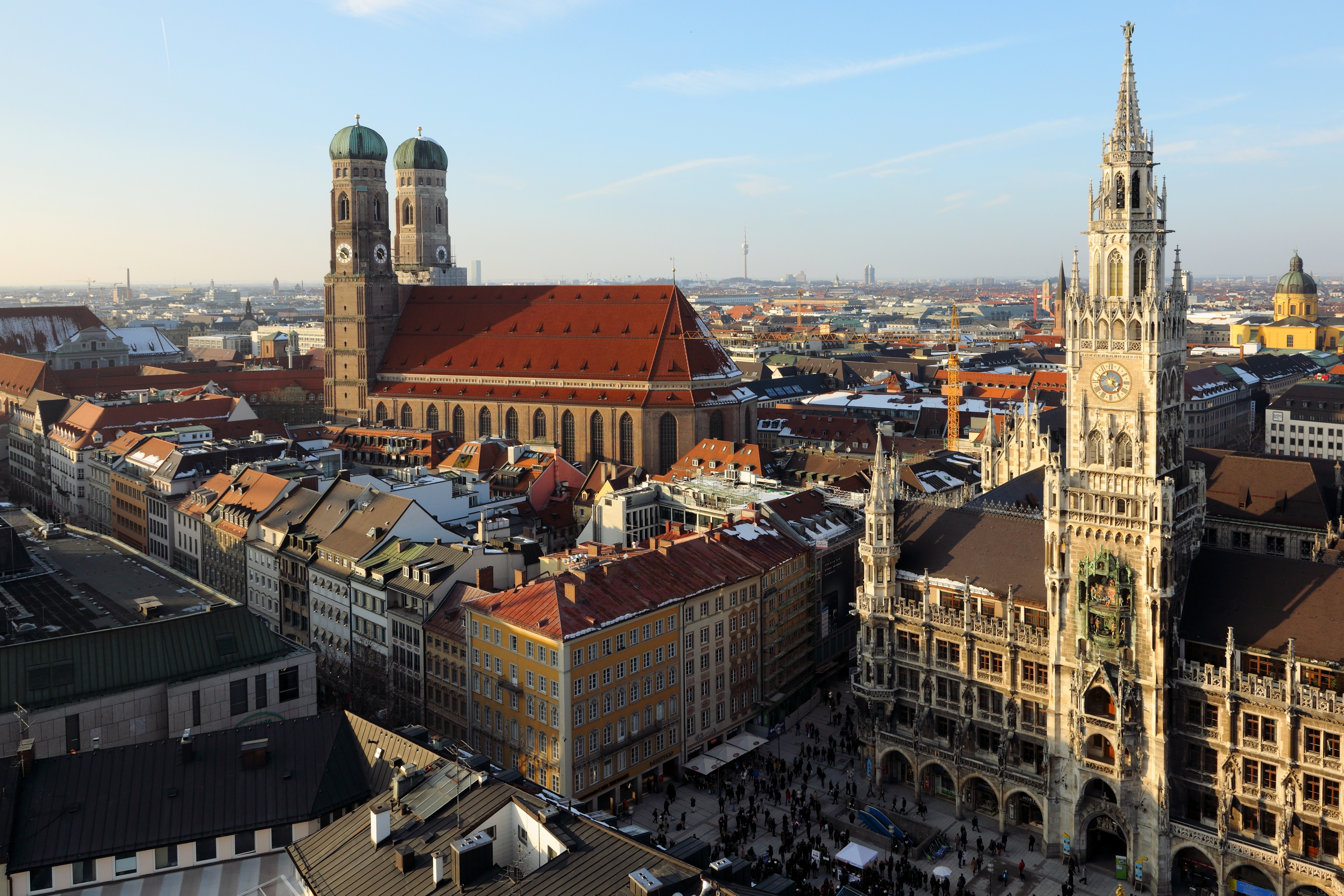
Neues Rathaus und Frauenkirche in München
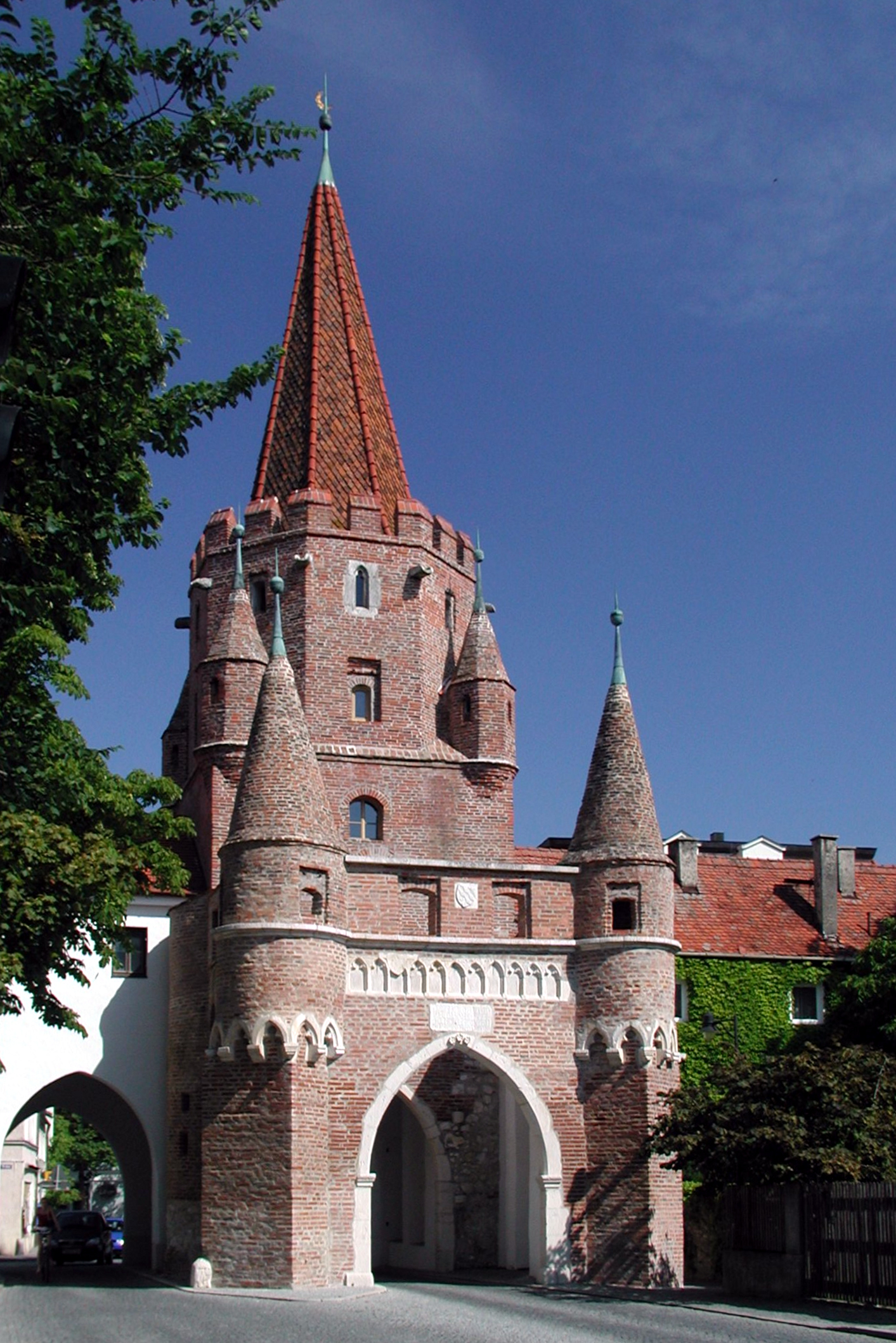
Kreuztor in Ingolstadt
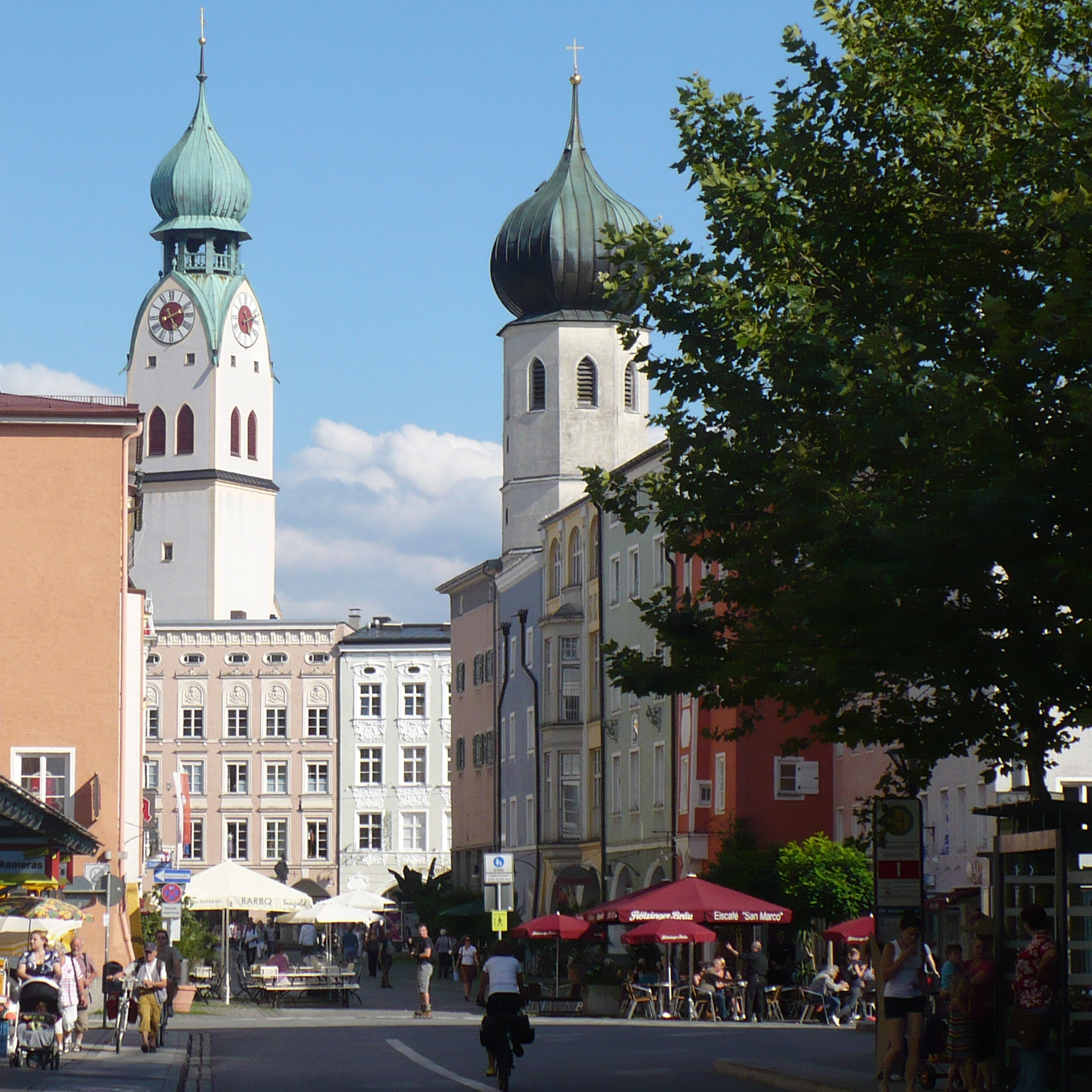
Rosenheimer Innenstadt

Landkreise
1. Landkreis Altötting
2. Landkreis Bad Tölz-Wolfratshausen
3. Landkreis Berchtesgadener Land
4. Landkreis Dachau
5. Landkreis Ebersberg
6. Landkreis Eichstätt
7. Landkreis Erding
8. Landkreis Freising
9. Landkreis Fürstenfeldbruck
10. Landkreis Garmisch-Partenkirchen
11. Landkreis Landsberg am Lech
12. Landkreis Miesbach
13. Landkreis Mühldorf am Inn
14. Landkreis München
15. Landkreis Neuburg-Schrobenhausen
16. Landkreis Pfaffenhofen an der Ilm
17. Landkreis Rosenheim
18. Landkreis Starnberg
19. Landkreis Traunstein
20. Landkreis Weilheim-Schongau

Anmerkungen:
In der Übergangszeit vom 1. Juli 1972 bis zum 30. April 1973 trugen vier Landkreise andere Namen:
1. Der Landkreis Bad Tölz-Wolfratshausen hieß Landkreis Bad Tölz.
2. Der Landkreis Berchtesgadener Land hieß Landkreis Bad Reichenhall.
3. Der Landkreis Neuburg-Schrobenhausen hieß Landkreis Neuburg a. d. Donau.
4. Der Landkreis Weilheim-Schongau hieß Landkreis Weilheim i. OB.

### Bis 1972
Vor der Kreisgebietsreform am 1. Juli 1972 hatte der Regierungsbezirk sieben kreisfreie Städte und 26 Landkreise:
Kreisfreie Städte
1. Bad Reichenhall (heute Große Kreisstadt im Landkreis Berchtesgadener Land)
2. Freising (heute Große Kreisstadt im Landkreis Freising)
3. Ingolstadt
4. Landsberg am Lech (heute Große Kreisstadt im Landkreis Landsberg am Lech)
5. München
6. Rosenheim
7. Traunstein (heute Große Kreisstadt im Landkreis Traunstein)

Landkreise
1. Aichach (heute Aichach-Friedberg im Regierungsbezirk Bayerisch-Schwaben)
2. Altötting
3. Bad Aibling (heute Rosenheim und München)
4. Bad Tölz (heute Bad Tölz-Wolfratshausen)
5. Berchtesgaden (heute Berchtesgadener Land)
6. Dachau
7. Ebersberg
8. Erding
9. Freising
10. Fürstenfeldbruck
11. Garmisch-Partenkirchen
12. Ingolstadt
13. Landsberg am Lech
14. Laufen (heute Berchtesgadener Land, Altötting und Traunstein)
15. Miesbach
16. Mühldorf am Inn
17. München
18. Pfaffenhofen an der Ilm
19. Rosenheim
20. Schongau (heute Weilheim-Schongau)
21. Schrobenhausen (heute Neuburg-Schrobenhausen)
22. Starnberg
23. Traunstein
24. Wasserburg am Inn (heute Rosenheim, Erding und Mühldorf am Inn)
25. Weilheim in Oberbayern (heute Weilheim-Schongau)
26. Wolfratshausen (heute Bad Tölz-Wolfratshausen)

## Planungsregionen
Oberbayern umfasst vier Planungsregionen. Dies sind die Planungsregion Ingolstadt, Planungsregion München, Planungsregion Oberland und Planungsregion Südostoberbayern.

## Geschichte

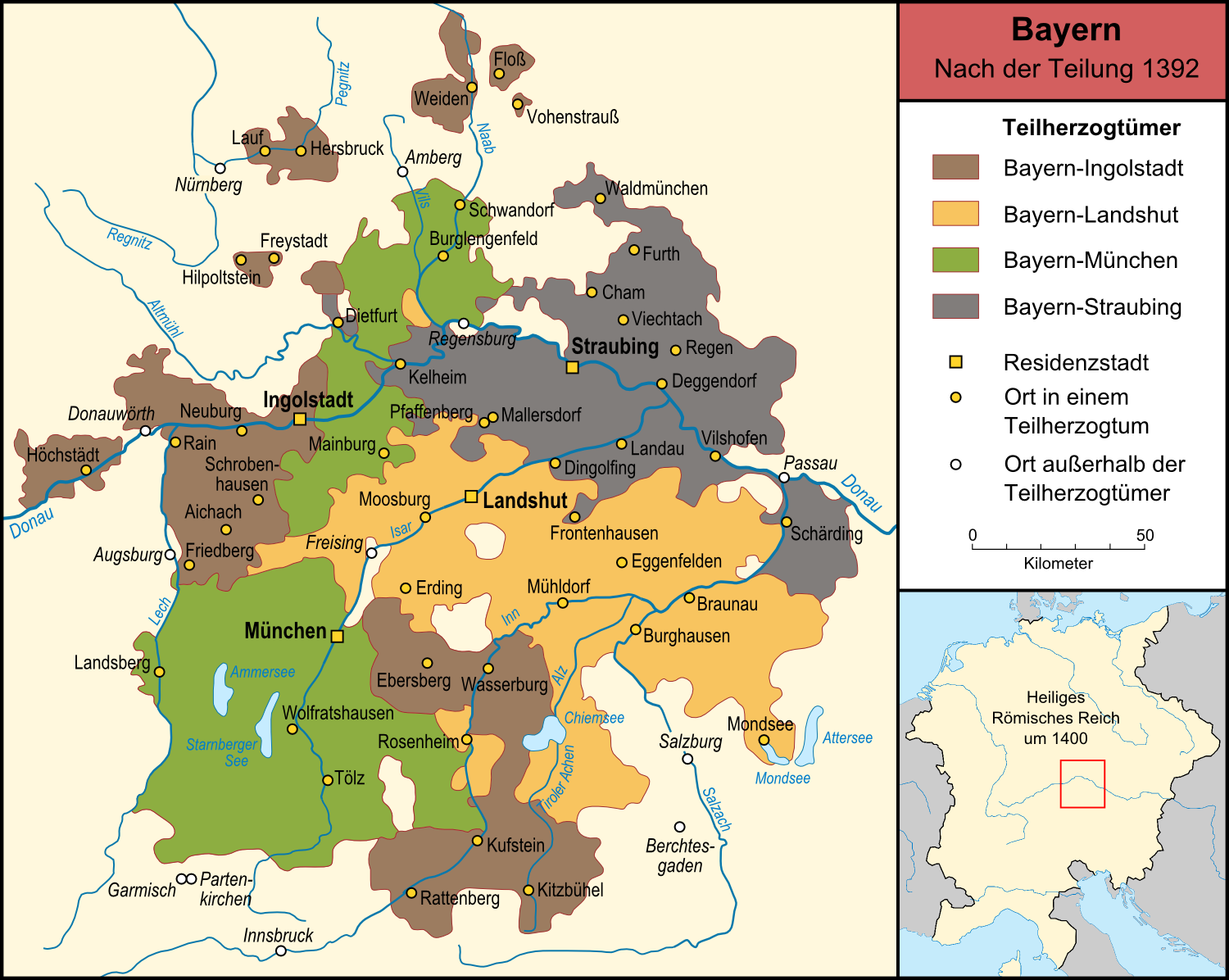
Bayern nach der Teilung 1392

Mit der ersten bayerischen Landesteilung 1255 wurde unter Ludwig dem Strengen ein selbstständiges Herzogtum Oberbayern geschaffen, das jedoch mit dem heutigen Regierungsbezirk nicht deckungsgleich war. Nach vorübergehender Wiedervereinigung 1340 wurde das Herzogtum Bayern 1392 dreigeteilt: In Oberbayern entstanden Bayern-München und Bayern-Ingolstadt, in Niederbayern Bayern-Landshut. Daneben bestand in Niederbayern als viertes Herzogtum seit 1353 Bayern-Straubing. 1505 waren alle Teilherzogtümer wiedervereint.
Zu Verwaltungszwecken wurde Bayern in der Folge in Rentämter aufgeteilt. So entstanden im Süden des Herzogtums das Rentamt München und das Rentamt Burghausen. Mit der Säkularisation 1802/03 kamen die Gebiete des Hochstifts Freising zu Bayern. 1810 kam der Rupertiwinkel an Bayern, die endgültige Grenze zu Österreich wurde erst 1816 mit dem Vertrag von München festgelegt, als das Herzogtum Salzburg abgetreten wurde.
Mit der Bayerischen Verfassung von 1808 erfolgte die systematische Einteilung des nunmehrigen Königreichs Bayern in Kreise, die als Mittelbehörden nicht den heutigen Landkreisen, sondern den heutigen Bezirken entsprachen.
1837 ließ der romantisch bewegte König Ludwig I. das französische Benennungssystem der bayerischen Kreise nach Flussnamen durch historisierende Bezeichnungen ersetzen, die die Geschichte der bayerischen Landesteile widerspiegeln sollten. Dadurch entstand aus dem Isarkreis der Kreis Oberbayern. Die Bezeichnung „Kreis“ wurde in der NS-Zeit jedoch der preußischen Bezeichnung „Regierungsbezirk“ angeglichen. Daneben bestand 1930 bis 1945 der Gau München-Oberbayern, was ab 1933 während der NS-Diktatur politisch Bedeutung hatte.
Die innerbayrischen Grenzen haben sich in der Folge mehrfach geändert. Im Jahre 1972 fielen im Zuge der großen Gebietsreform in Bayern die Stadt und der Hauptteil des Landkreises Neuburg a.d. Donau sowie die Fuchstalgemeinden des bisherigen Landkreises Kaufbeuren an Oberbayern und der Hauptteil des bisherigen Landkreises Aichach an Schwaben.

### Konfessionsstatistik
Beim Zensus 2011 gehörten noch etwa zwei Drittel der Bevölkerung Oberbayerns der römisch-katholischen Kirche (51,3 %) oder der evangelischen (13,5 %) an. Der Anteil der Protestanten und Katholiken an der Gesamtbevölkerung ist seitdem jährlich um 1 Prozentpunkt gesunken. Nach den Ergebnissen des Zensus 2022 lag der Anteil bei der römisch-katholischen Kirche im Jahr 2022 bei 40,7 % und bei der evangelischen Kirche bei 10,3 %, zusammen war das mit 51 % nur knapp die Mehrheit.

## Wirtschaft

### Erwerbstätigkeit
Die Arbeitslosenquote in Oberbayern betrug 2019 im Jahresdurchschnitt 3,6 Prozent. Etwa 1,6 Millionen Menschen in Oberbayern sind sozialversicherungspflichtig beschäftigt, über eine Million davon im Dienstleistungssektor. Weniger als 500.000 arbeiten im produzierenden Gewerbe und etwa 11.000 in Land- und Forstwirtschaft. Der Bezirk betreibt mit den Kliniken des Bezirks Oberbayern ein Kommunalunternehmen.
Im Vergleich mit dem BIP der EU ausgedrückt in Kaufkraftstandards erreicht der Regierungsbezirk einen Index von 178 (EU-28=100) (2015). Er ist damit eine der wirtschaftsstärksten Regionen in Europa.

### Tourismus
Oberbayern zählt seit jeher zu den bedeutendsten nationalen und internationalen Destinationen im Tourismus. Mit weltweit bekannten Sehenswürdigkeiten wie den Schlössern des Königs Ludwig II., 414 Museen, den Attraktionen in der Landeshauptstadt München und vielen Naturschönheiten ist Oberbayern eine beliebte Urlaubsregion.
Der Dachverband der oberbayerischen Tourismuswirtschaft ist seit seiner Neugründung im Jahr 2015 der Verein Tourismus Oberbayern München.
Der Brutto-Umsatz des oberbayrischen Tourismus auf 12,6 Mrd. Euro durch Übernachtungsgäste und Tagesbesucher, wobei der Schwerpunkt bei letzteren liegt. Der Beschäftigungseffekt wirkt sich auf rund 200.000 Personen aus, die im Tourismus arbeiten können und ihren Lebensunterhalt mit einem durchschnittlichen Primäreinkommen bestreiten.

## Bezirk

Logo des Bezirks Oberbayern

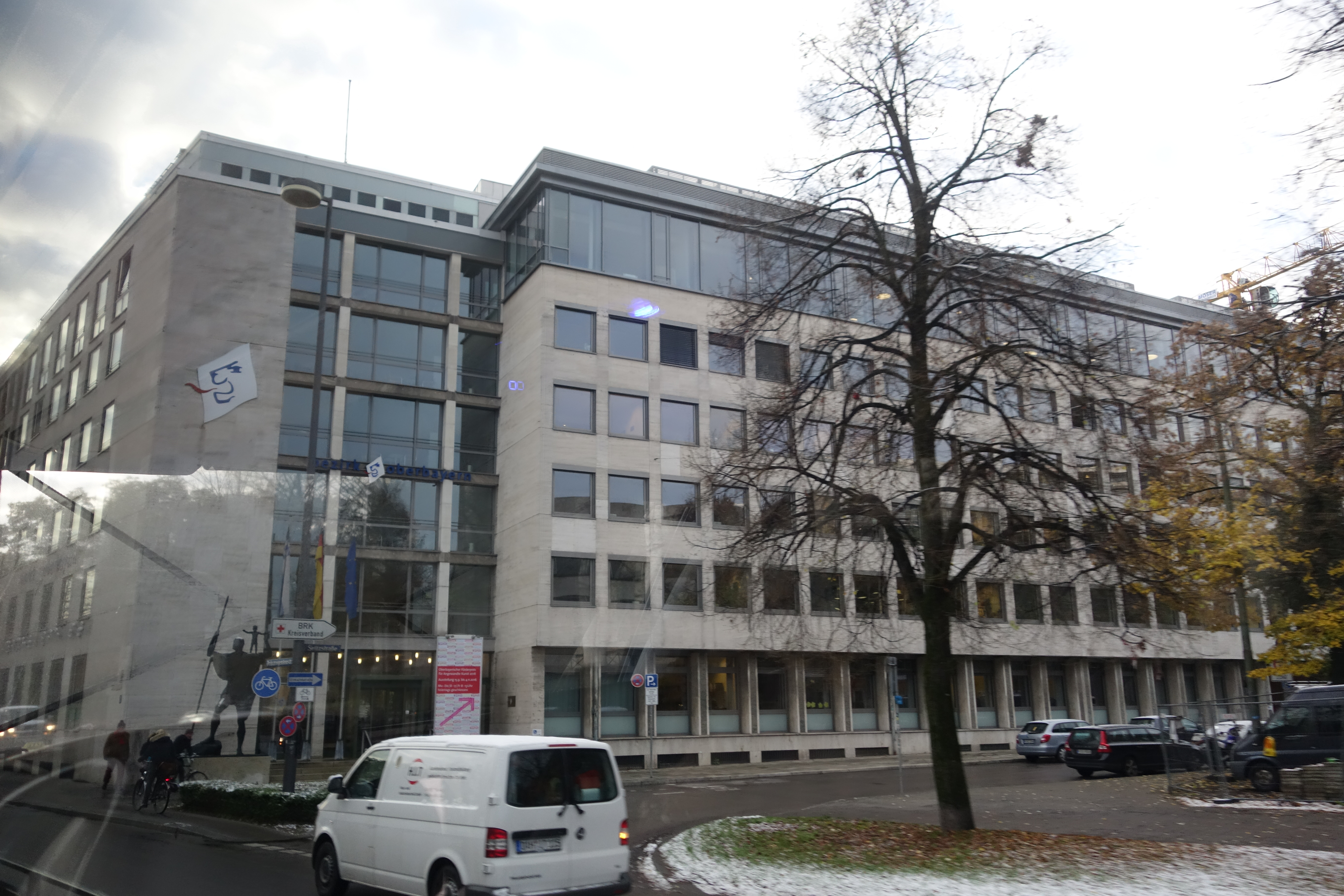
Verwaltungsgebäude, Prinzregentenstraße 14

Der Bezirk Oberbayern mit Sitz in München (Prinzregentenstraße 14) bildet mit den anderen bayerischen Bezirken die dritte kommunale Ebene des Bundeslandes. Die Kernaufgaben des Bezirks liegen im sozialen und kulturellen Bereich. Die Organe der Körperschaft des Öffentlichen Rechts sind der Bezirkstag, der Bezirksausschuss und der Bezirkstagspräsident (Art. 21 Bezirksordnung).

### Geschichte
1978 wurden die Bezirke mit der Bezirksreform („Gesetz zur Stärkung der kommunalen Selbstverwaltung auf der Ebene der Bezirke“) zur eigenständigen (dritten) kommunalen Ebene gemacht, insbesondere wurden die Verwaltungen der Bezirke aus den Regierungen herausgelöst. Die Bezirkstagspräsidenten erhielten mehr Befugnisse.
Ende der 90er-Jahre erschütterten Skandale um die damaligen oberbayerischen CSU-Bezirkstagspräsidenten Erwin Filser und Hermann Schuster die Öffentlichkeit, aufgrund derer die Bezirke als dritte kommunale Ebene in ganz Bayern nur knapp der kompletten Abschaffung durch den Landtag entgingen.

### Soziales
Die Körperschaft ist unter anderem überörtlicher Sozialhilfeträger. Damit ist er zuständig für Leistungen wie Hilfe zur Pflege für alte und pflegebedürftige Menschen sowie für Eingliederungshilfe für Menschen mit Behinderungen.

### Gesundheit
Als Träger der psychiatrischen und neurologischen Versorgung betreibt der Bezirk Oberbayern eigene Fachkrankenhäuser. Die „Kliniken des Bezirks Oberbayern“ sind an mehr als 20 Standorten in Oberbayern präsent und werden als Kommunalunternehmen betrieben.

### Bildungswesen
Der Bezirk Oberbayern ist Träger einiger Berufs- und Förderschulen. Er fördert zudem private Bildungseinrichtungen.

### Kulturförderung
Das Kulturreferat fördert überregionale kulturelle Veranstaltungen in Oberbayern und die Denkmalpflege. Der Bezirk Oberbayern ist auch Träger der Freilichtmuseen auf der Glentleiten und in Amerang und des Kultur- und Bildungszentrums im ehemaligen Kloster Seeon. Zudem betreibt der Bezirk eine Galerie in seinem Verwaltungsgebäude im Münchner Stadtteil Lehel und fördert junge Musiker durch einen Popularmusikbeauftragten.

### Heimatpflege
Der Bezirk betreibt ein Volksmusikarchiv, ein Trachteninformationszentrum, das Zentrum für Volksmusik, Literatur und Popularmusik (ZeMuLi) in Bruckmühl sowie in Benediktbeuern das Zentrum für Trachtengewand und das Forum Heimat und Kultur.
- Liste von Pfarrhäusern in Bayern (Oberbayern)
- Liste von Burgen und Schlössern in Oberbayern

### Bezirkstag
- Linke: 1
- PARTEI: 1
- Tiersch.: 1
- SPD: 7
- Grüne: 15
- Volt: 1
- ÖDP: 2
- Basis: 1
- FDP: 3
- FW: 13
- CSU: 27
- BP: 1
- AfD: 9

Der Bezirkstag wird parallel zum Bayerischen Landtag gewählt und setzt sich derzeit aus 82 Abgeordneten zusammen, davon sind 21 Sitze Überhang- und Ausgleichsmandate.

#### Zusammensetzung
| Wahl | CSU | SPD | Grüne | FW | FDP | Die Linke | ödp | BP | REP | NPD | GDP | KPD | Piraten | AfD | Tiersch. | Volt | Basis | PARTEI | Gesamt |
| ---- | --- | --- | ----- | -- | --- | --------- | --- | -- | --- | --- | --- | --- | ------- | --- | -------- | ---- | ----- | ------ | ------ |
| 2023 | 27  | 7   | 15    | 13 | 3   | 1         | 2   | 1  |     |     |     |     |         | 9   | 1        | 1    | 1     | 1      | 82     |
| 2018 | 26  | 8   | 18    | 10 | 5   | 3         | 2   | 2* |     |     |     |     |         | 7*  | 1        |      |       |        | 82     |
| 2013 | 30  | 13  | 8     | 6  | 2** | 1         | 2   | 3  |     |     |     |     | 2**     |     |          |      |       |        | 67     |
| 2008 | 28  | 13  | 9     | 7  | 7   | 2         | 1   | 1  |     |     |     |     |         |     |          |      |       |        | 68     |
| 2003 | 34  | 11  | 6     | 2  | 2   |           | 1   |    | 1   |     |     |     |         |     |          |      |       |        | 57     |
| 1998 | 35  | 18  | 5     | 2  | 1   |           | 1   | 1  | 2   |     |     |     |         |     |          |      |       |        | 65     |
| 1994 | 34  | 17  | 6     |    | 2   |           | 2   | 1  | 3   |     |     |     |         |     |          |      |       |        | 65     |
| 1990 | 34  | 16  | 6     |    | 4   |           | 1   | 1  | 3   |     |     |     |         |     |          |      |       |        | 65     |
| 1986 | 36  | 17  | 6     |    | 3   |           |     |    | 2   |     |     |     |         |     |          |      |       |        | 64     |
| 1982 | 36  | 22  | 3     |    | 3   |           |     |    |     |     |     |     |         |     |          |      |       |        | 64     |
| 1978 | 37  | 21  | 1     |    | 5   |           |     |    |     |     |     |     |         |     |          |      |       |        | 64     |
| 1974 | 39  | 19  |       |    | 4   |           |     |    |     |     |     |     |         |     |          |      |       |        | 62     |
| 1970 | 31  | 23  |       |    | 3   |           |     | 1  |     | 1   |     |     |         |     |          |      |       |        | 59     |
| 1966 | 25  | 23  |       |    | 3   |           |     | 4  |     | 4   |     |     |         |     |          |      |       |        | 59     |
| 1962 | 23  | 22  |       |    | 3   |           |     | 4  |     |     | 2   |     |         |     |          |      |       |        | 54     |
| 1958 | 23  | 19  |       |    | 2   |           |     | 6  |     |     | 4   |     |         |     |          |      |       |        | 54     |
| 1954 | 18  | 17  |       |    | 3   |           |     | 10 |     |     | 5   | 1   |         |     |          |      |       |        | 54     |

1. ↑  1978 AUD mit Kennwort Die Grünen
2. ↑  1954 und 1958 GB/BHE

*2023 wechselte ein Bezirksrat der AfD zur BP, so dass die BP seitdem 3 und die AfD 6 Mandate hatten.
**2015 wechselte ein Bezirksrat der Piratenpartei zur FDP, so dass die FDP seitdem 3 und die Piraten nur noch ein Mandat hatten.

#### Die Bezirkstagspräsidenten und ihre Vorläufer im Amt
Präsident des Landrat(h)s (1828 bis 1919)
- Georg Ludwig Maurer, 1829, 1830
- Maximilian von Freyberg-Eisenberg, 1832, 1834–36
- Maximilian Graf von Hundt, 1833
- Theobald Graf von Butler-Clonebough, 1837, 1839
- Karl August Röckel zu Lauterbach, 1840, 1841, 1842, 1844
- Kaspar von Steinsdorf, 1844, 1846–1848, 1858
- Friedrich von Hofstetten, 1850
- Erasmus Freiherr von Malsen, 1852, 1853
- Franz Seraph Dobler, 1854–1857
- Franz Xaver von Badhauser, 1859–1881
- Friedrich von Schultes, 1882–1899
- Josef von Seuffert, 1900–1913
- Philipp von Brunner, 1914–1918

Kreistagspräsident (1919 bis 1945)
- Jakob Kroher (BVP), 1919–1931
- Alfons Stollreither (BVP), 1931–1933
- Christian Weber (NSDAP), 1933–1945, ab 1939 als Präsident des Bezirksverbandstags

Bezirkstagspräsident
- Peter Hecker (CSU), 1954–1966
- Georg Klimm (CSU), 1966–1986
- Hermann Schuster (CSU), 1986–1998
- Erwin Filser (CSU), 1998–2000
- Franz Jungwirth (CSU), 2000–2008
- Josef Mederer (CSU), 2008–2023
- Thomas Schwarzenberger (CSU), seit 2023

### Bezirkshaushalt
| Bezirkshaushalt 2022 in Millionen Euro     | Bezirkshaushalt 2022 in Millionen Euro |
| ------------------------------------------ | -------------------------------------- |
| Verwaltungshaushalt                        | 2242,0                                 |
| Vermögenshaushalt                          | 0028,8                                 |
| Ungedeckter Bedarf (= Bezirksumlage)       | 1901,2                                 |
| Hebesatz der Bezirksumlage                 | 0022,0 %                               |
| Gesamtverschuldung Stand 31. Dezember 2019 | 0,900                                  |

### Schutzgebiete
In Oberbayern gibt es 133 Naturschutzgebiete, 248 Landschaftsschutzgebiete, 148 FFH-Gebiete, 27 EU-Vogelschutzgebiete und mindestens 580 Geotope (Stand August 2016). Das größte Naturschutzgebiet sind die Ammergauer Alpen.
Siehe auch:
- Liste der Naturschutzgebiete in Oberbayern
- Liste der Landschaftsschutzgebiete in Oberbayern
- Liste der FFH-Gebiete in Oberbayern
- Liste der EU-Vogelschutzgebiete in Oberbayern
- Liste der Geotope in Oberbayern

## Regierungsbezirk

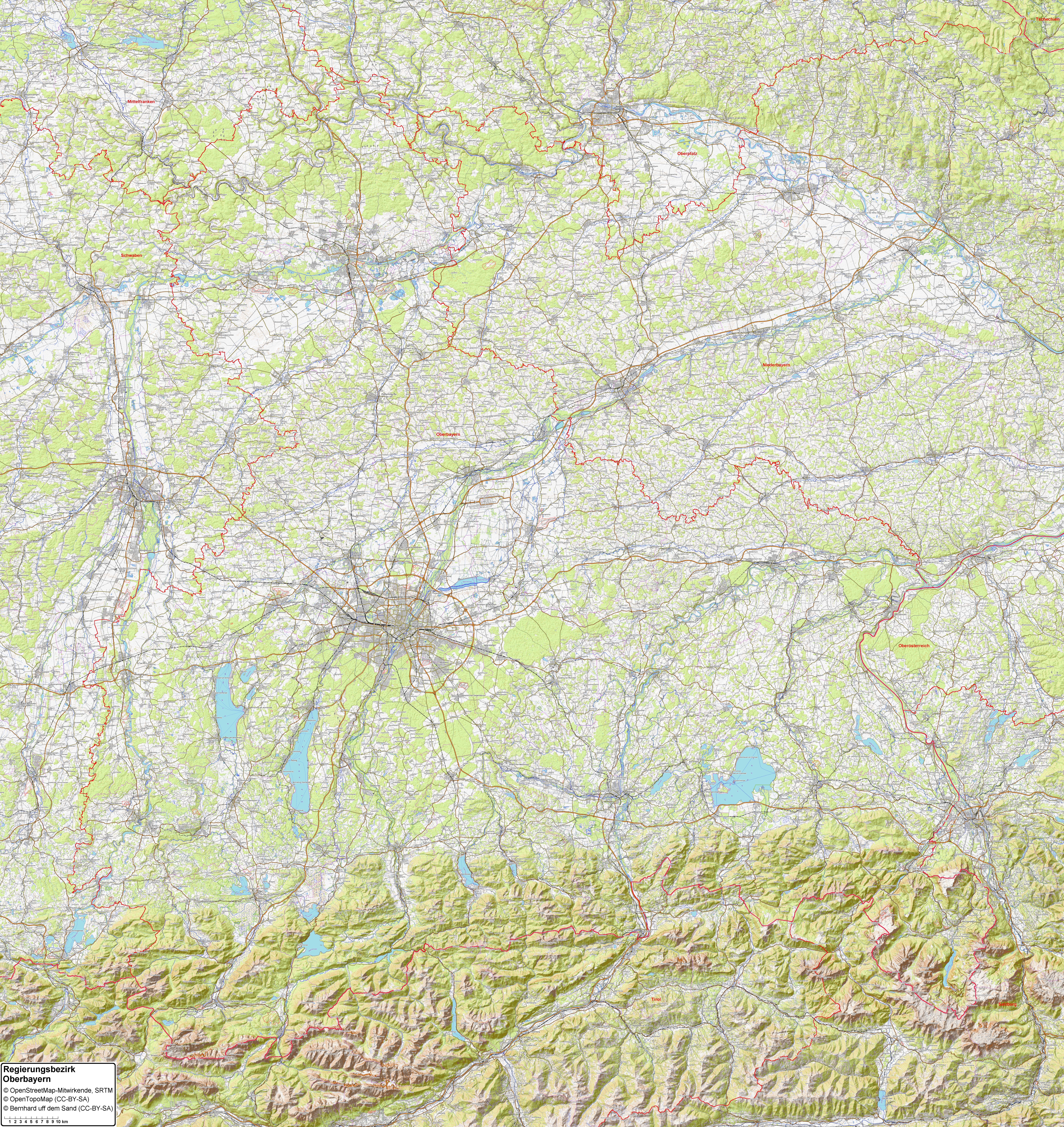
Topografische Karte von Oberbayern

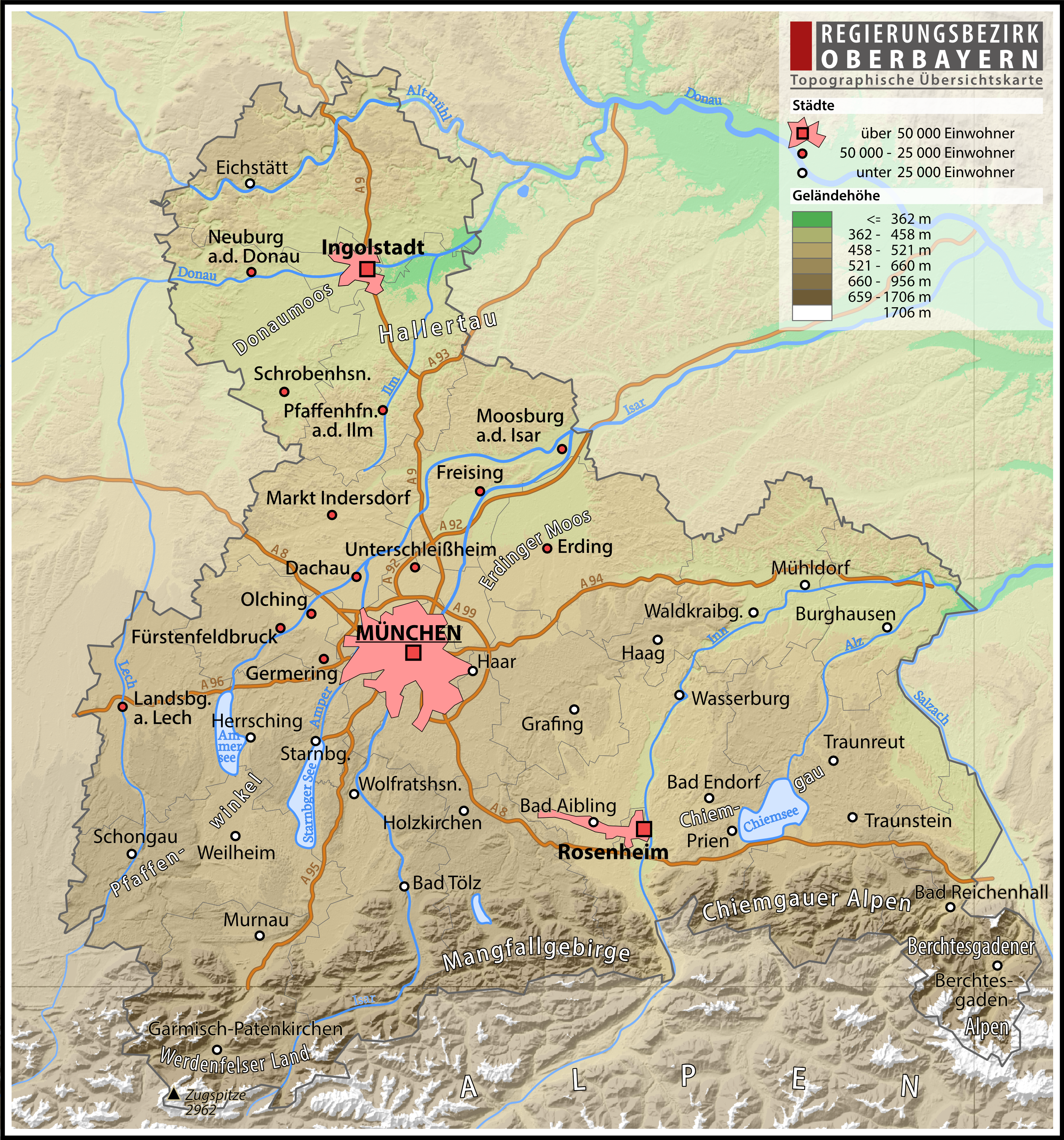
Topografische Karte von Oberbayern

Der Regierungsbezirk Oberbayern ist gebietsmäßig identisch mit dem Bezirk Oberbayern. Er ist der Zuständigkeitsbereich der staatlichen Mittelbehörde Regierung von Oberbayern.

### Regierungspräsidenten
| - 1808–1810 Joseph Maria von Weichs (Generalkommissär des Isarkreises) - 1810–1819 Ferdinand Freiherr von Schleich (Generalkommissär des Isarkreises) - 1819–1833 Gabriel Bernhard von Widder (Generalkommissär und Präsident der Regierung) - 1833–1840 Karl von Seinsheim (Generalkommissär und Präsident der Regierung, ab 1837 Regierungspräsident) - 1840–1847 Josef Hörmann von Hörbach - 1847–1848 Bernhard Freiherr von Godin - 1848–1849 Theodor von Zwehl - 1849–1852 Wilhelm von Benning - 1852 August Lothar Graf von Reigersberg - 1853–1870 Philipp von Zu Rhein - 1870–1875 Theodor von Zwehl - 1876–1880 Hugo Frhr. von Hermann - 1880–1882 Maximilian von Feilitzsch - 1882–1894 Sigmund von Pfeufer - 1894–1897 Friedrich von Ziegler - 1897–1902 Julius von Auer - 1902–1905 Josef Nikolaus von Schraut | - 1905–1917 Anton Ritter von Halder - 1917–1924 Gustav von Kahr - 1924–1933 Ludwig von Knözinger - 1933–1934 Robert Rauck (mit der Leitung der Geschäfte betraut) - 1934–1943 Heinrich Gareis (von 1934–1940 mit der Leitung der Geschäfte betraut, ab 18. April 1940 Regierungspräsident) - 1943–1945 Franz Mayr - 1945–1949 Ludwig Osthelder - 1949–1950 Richard Balles - 1950–1952 Heinrich Kneuer - 1952–1962 Johann Mang - 1962–1974 Adam Deinlein - 1975–1994 Raimund Eberle - 1994–2005 Werner-Hans Böhm - 2005–2016 Christoph Hillenbrand - 2016–2018 Brigitta Brunner - 2018–2022 Maria Els - seit 2022 Konrad Schober |